# Muhammad ibn 'Ali al-Ishbili

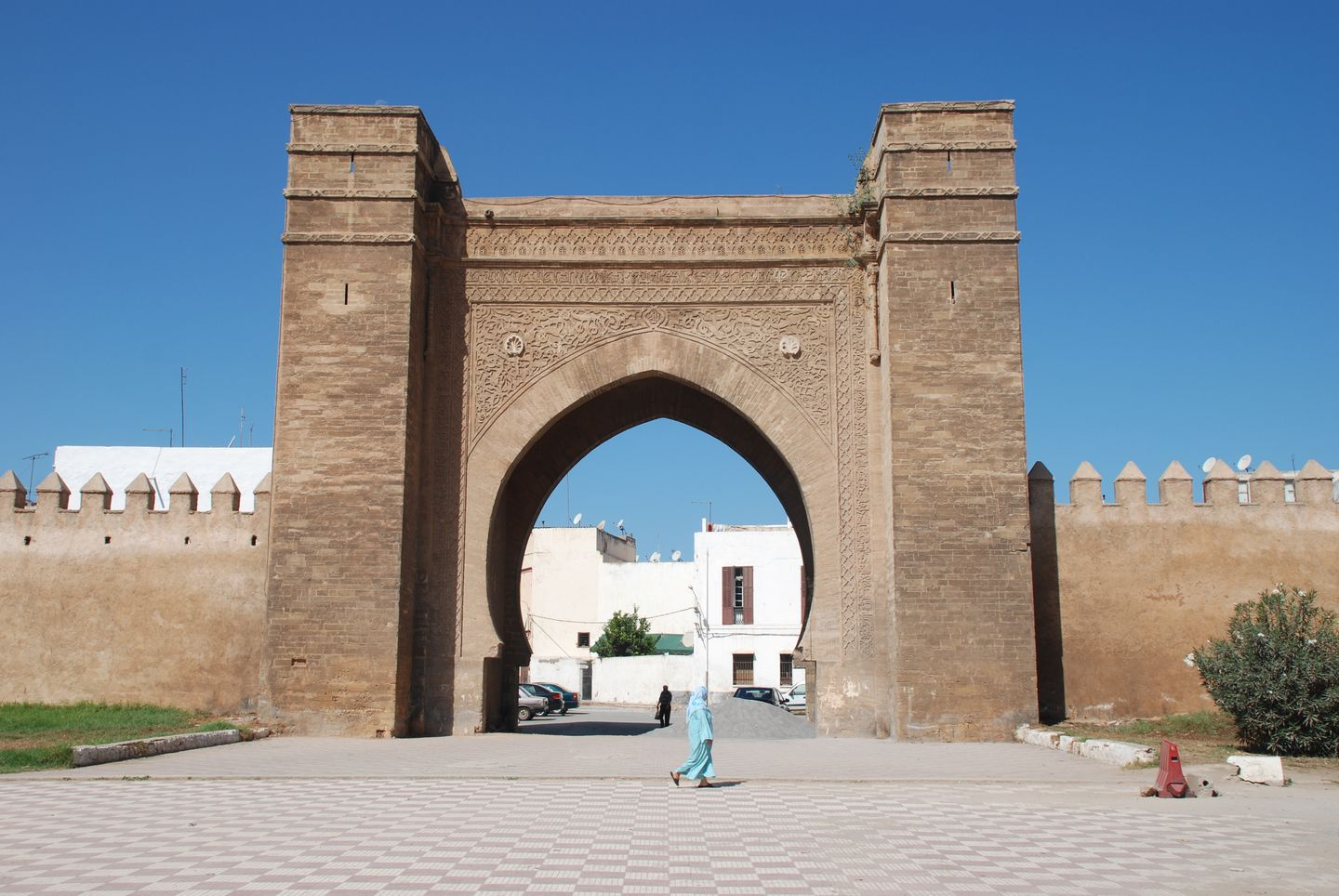
La "Bab Lamrissa", la porta delle fortificazioni del porto di Salé.

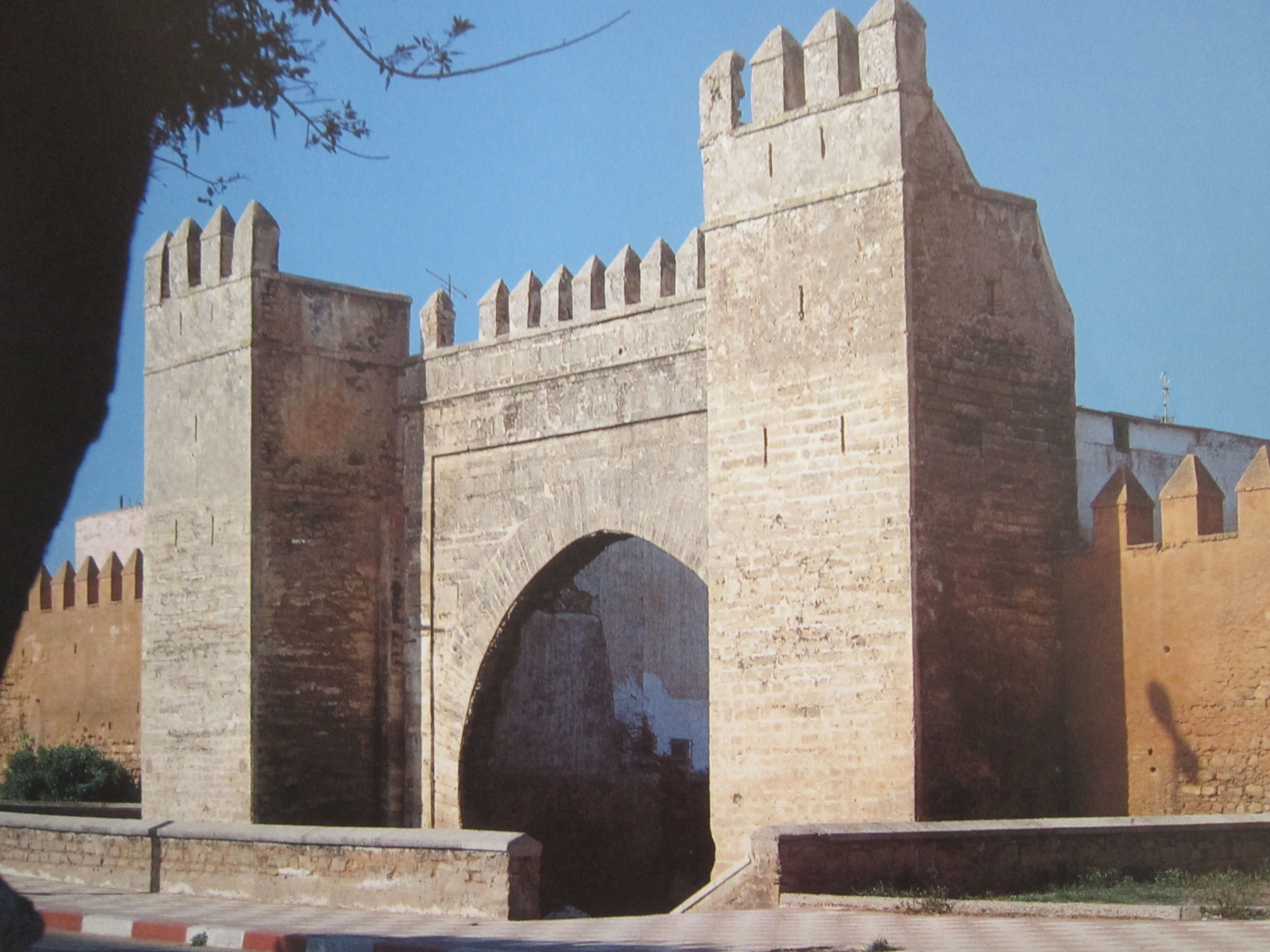
La porta monumentale della "Dār al-ṣināʿa", il grande arsenale navale.

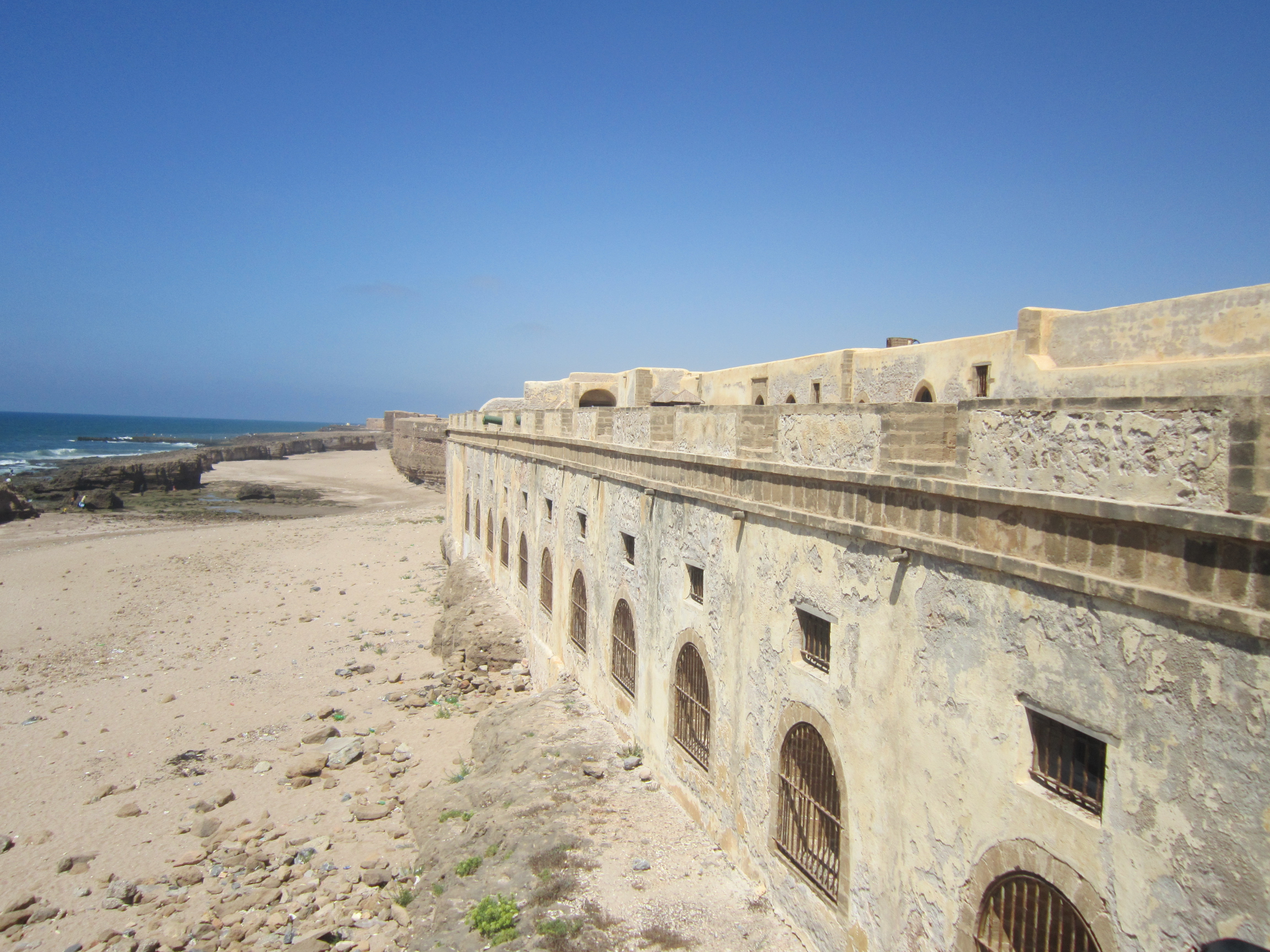
Parte della grande fortezza chiamata "Borj Adoumoue".

Abū ʿAbd Allāh Muḥammad ibn ʿAlī ibn Muḥammad ibn ʿAbd Allāh ibn al-Ḥajj al-Ishbīlī (in arabo ﺍﺑﻮ ﻋﺒﺪالله ﻣﺤﻤﺪ ﺍلاﺷﺒﻴﻠﻲ‎?; Siviglia, ... – Fès, 1314) è stato un architetto originario di al-Andalus (Spagna islamica), che servì il sultano merinide del Maghreb al-Aqsa (Marocco) Abū Yūsuf Yaʿqūb ibn ʿAbd al-Ḥaqq. Le opere principali per cui è conosciuto sono le fortificazioni e l'arsenale della città portuale di Salé.

## Biografia
Nel settembre del 1260, con un attacco a sorpresa, una forza navale castigliana, sbarcò sulla costa atlantica del Marocco e conquistò la città di Salé, cogliendo la città alla sprovvista, mentre gli abitanti musulmani della città stavano festeggiando la ʿīd al-fitr. Metà degli abitanti fu massacrata, mentre l'altra metà venne riunita nella Grande Moschea della città, quindi schiavizzata e deportata a Siviglia. 
Il sultano merinide Abū Yūsuf Yaʿqūb riconquistò la città dopo quattordici giorni di assedio. Si trattò del primo scontro diretto tra Merinidi e regni cristiani della Penisola iberica.
Abū Yūsuf decise di aspettare prima di partire per un raid punitivo contro la Castiglia, decidendo di focalizzare piuttosto le sue forze contro gli Almohadi, che continuavano a resistere nel sud dell'attuale Marocco, asserragliati nella loro capitale Marrakesh.

Pochi mesi dopo aver riconquistato Salé, il sultano Abū Yūsuf chiamò l'architetto Muḥammad ibn ʿAlī, commissionandogli il potenziamento del porto, e delle fortificazioni della città che intendeva rendere il principale porto commerciale del regno merinide e il punto di partenza per la guerra in al-Andalus.
Opera sua sono le attuali mura della medina (città vecchia) e quelle del porto, compresa la monumentale porta chiamata, secondo la pronuncia francese, "Bab Lamrissa" (in arabo Bāb al-Marsā, "Porta del porto"). Altra sua opera fu la struttura chiamata oggi, secondo la pronuncia francese, "Dar Assinaa" (in arabo Dār al-ṣināʿa, "Sede della produzione") e la sua porta monumentale. La struttura era un gigantesco cantiere per la produzione di navi. Progettò per conto del sultano anche la gigante fortezza detta Borj Adoumoue (Borj al-Dumūʿ, "Torre delle lacrime", a ricordare il massacro compiuto dai Castigliani), oggi nota come "Borj Sidi ben Ashir" (Torre di Sidi ben Ashir) o "Skala Lakdima".